# Dorfkirche Zerkwitz

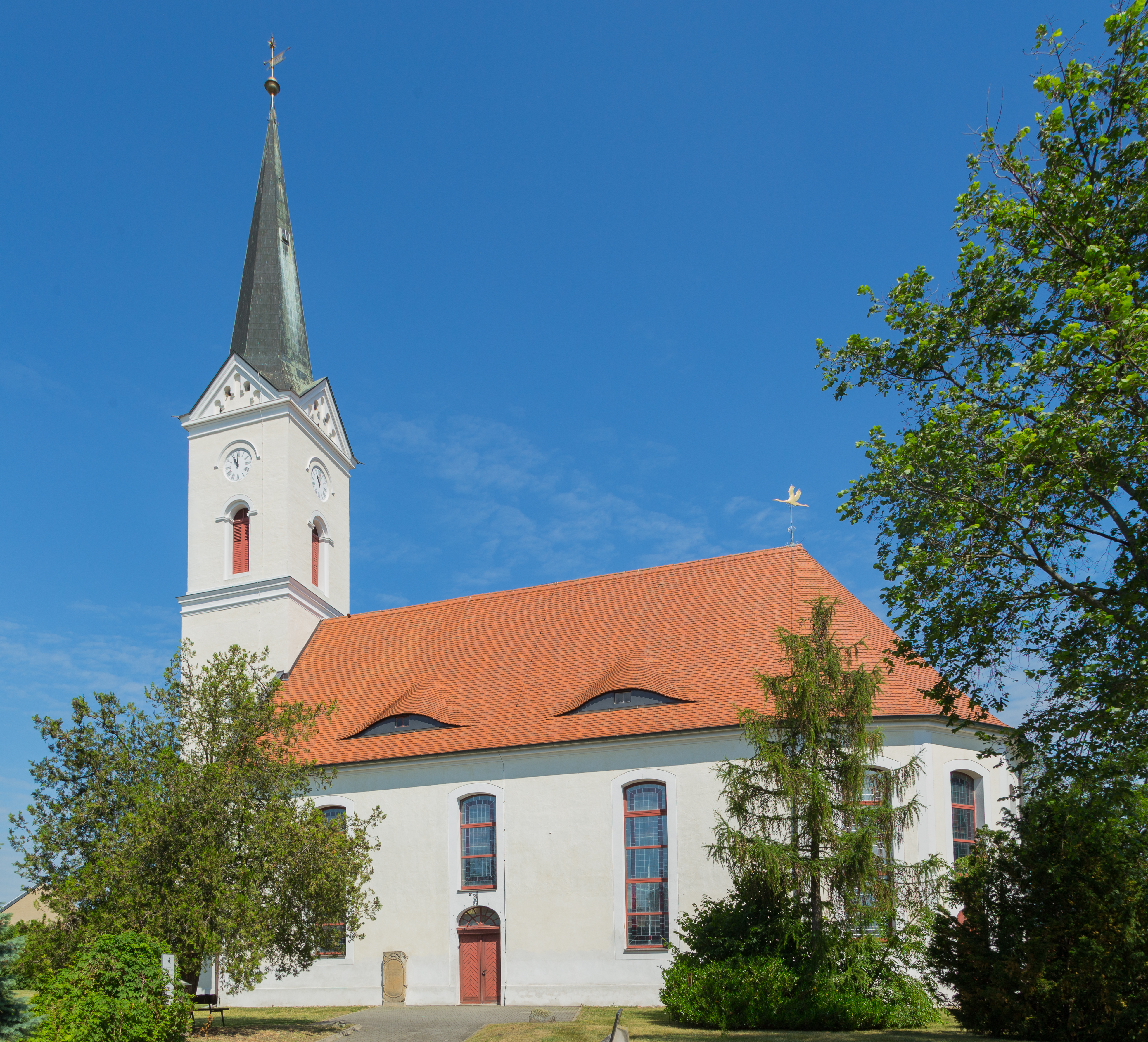
Dorfkirche Zerkwitz, Ansicht vom südlichen Kirchhof (2022)

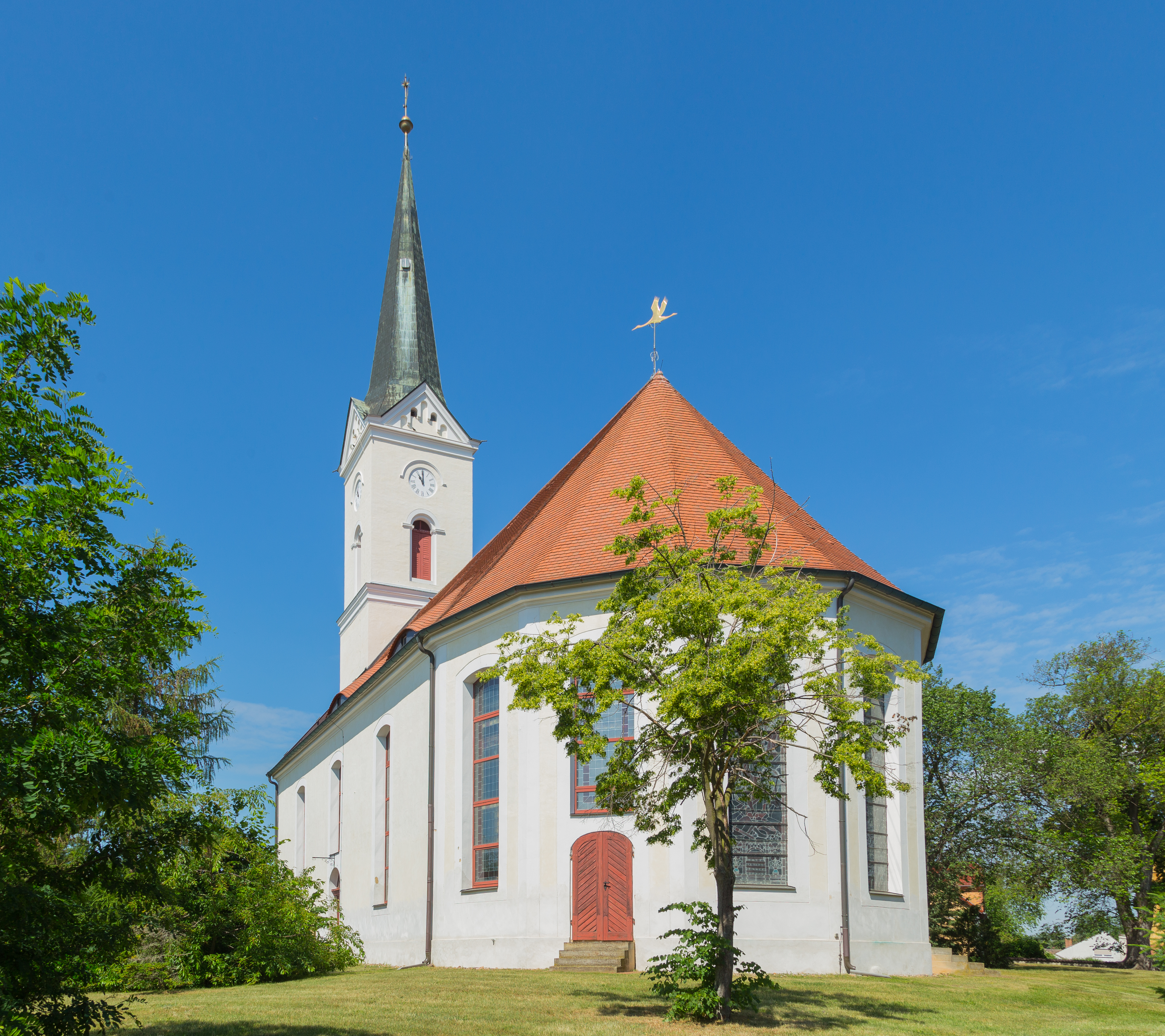
Dorfkirche Zerkwitz, Ansicht von Osten auf Chor und Turm (2022)

Die Dorfkirche Zerkwitz ist die evangelische Kirche des heute zur Stadt Lübbenau gehörenden Dorfes Zerkwitz. Sie gehört zum Pfarrsprengel Lübbenau und Umland im Kirchenkreis Niederlausitz der Evangelischen Kirche Berlin-Brandenburg-schlesische Oberlausitz.

## Geschichte
Als wendischer Kirchort Czyrkewicz bestand eine Kirche bereits vor 1315. Hier befand sich dann eine wendische Missionskirche im Bistum Meißen. Später war die Kirche Filialkirche von Lübbenau. Die Reformation erfolgte, gefördert vom protestantischen Landadel derer von der Schulenburg um 1530. In der Mitte des 17. Jahrhunderts wirkte der niedersorbische Sprachforscher Johannes Choinan hier als Pfarrer. Die Kirchengemeinde ist jedoch bereits seit dem späten 18. bzw. frühen 19. Jahrhundert deutschsprachig.
Die jetzige Kirche wurde 1770 an Stelle einer im Jahr 1769 abgerissenen mittelalterlichen Kirche errichtet. Das Gebäude weist einen rechteckigen Grundriss auf, ist außen klassizistisch und im Inneren spätbarock gestaltet. Im Jahr 1788 wurde die heute noch bestehende zweigeschossige Empore in Form eines Hufeisens errichtet. 1841 wurde der an der westlichen Seite befindliche Kirchturm errichtet. Eine Orgel erhielt die Kirche 1854. Das von Ludwig Hartig aus Züllichau geschaffene Instrument ist nach einer Restaurierung in den Jahren 1993 und 1994 noch heute in Betrieb. Zwei farbige Altarfenster, Kreuzigung und Auferstehung Jesu darstellend, wurden 1896 von Pfarrer Theodor Heydler gestiftet und 1898 von Glasmaler Hugo Jaeckel aus Berlin-Spandau geschaffen. Die Kirchturmspitze stammt aus dem Jahr 1906. Ab 1997 erfolgte die Restaurierung der Patronatsloge, der Empore und des Gestühls.

## Ausstattung

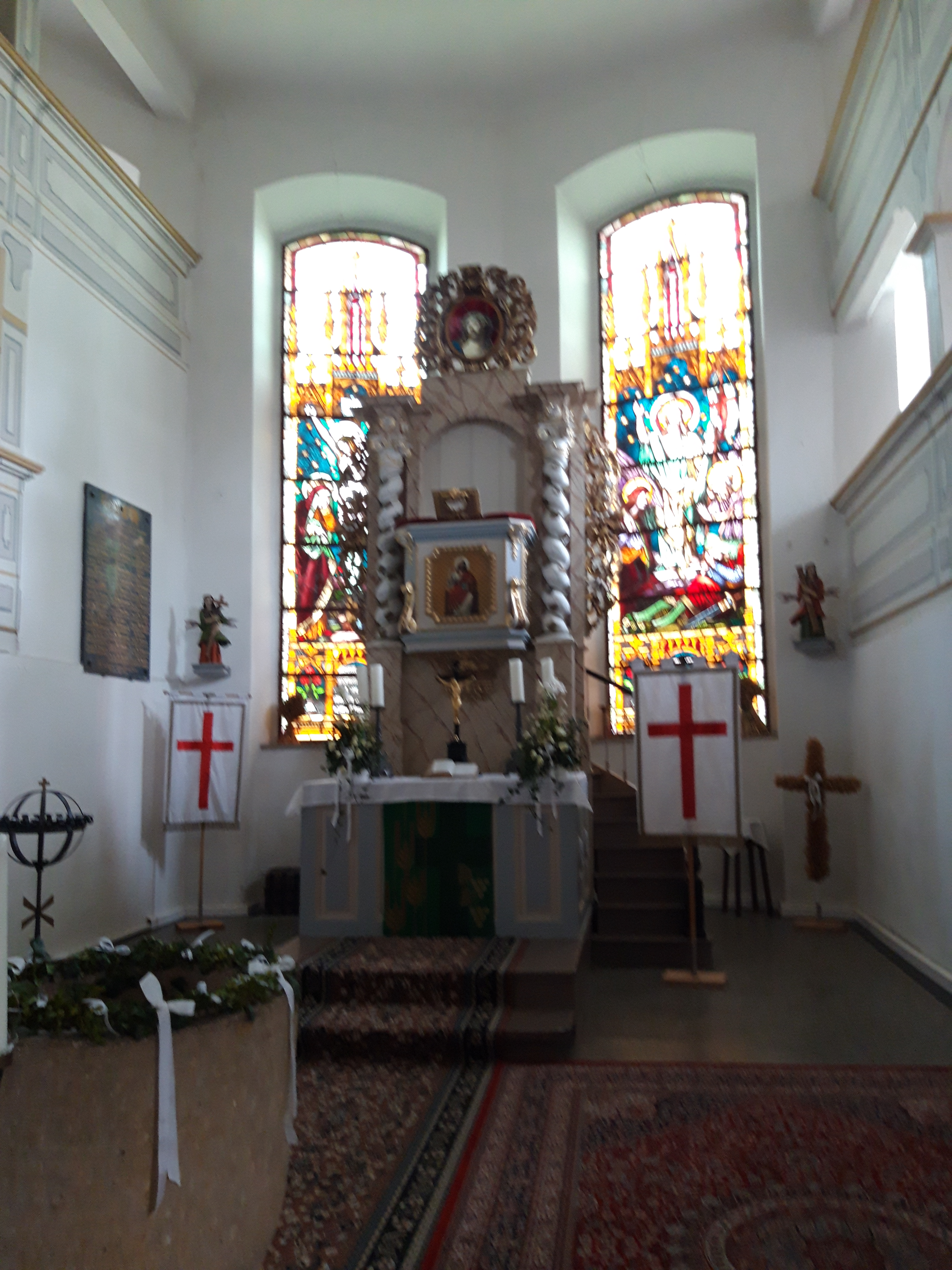
Altar der Kirche (2022)

Im Inneren der 800 Plätze umfassenden Kirche befindet sich ein von zwei Säulen begrenzter Kanzelaltar aus dem 18. Jahrhundert. Die Kanzelbrüstung ist mit dem Bild eines segnenden Christus verziert. Ebenfalls Christus ist auf einem bleiverglasten farbigen Rundbild über dem Gebälk dargestellt.
Der in der Kirche befindliche Taufstein stammt noch aus dem mittelalterlichen Vorgängerbau und wird auf das 13. Jahrhundert datiert. In der Taufschale befindet sich eine Widmung aus dem Jahr 1650 für den hier als Pfarrer tätigen Sprachforscher Johann Choinan. Bemerkenswert ist auch ein Weltkugelleuchter jüngeren Datums, dessen Spitze von einem Kreuz geziert wird.

## Orgel
Die zweimanualige Orgel mit 16 Registern ist das letzte vollständig erhaltene Werk des Orgelbaumeisters Ludwig Hartig (Zullichau). Das rein mechanische Schleifladen-Instrument stammt aus dem Jahr 1854. Die Orgel gehört zu den besonders wertvollen Instrumenten unter den in der Region befindlichen Orgeln. Im Jahr 2003 spielte Lothar Knappe auf ihr die CD „Die Orgeln im Spreewald“ ein.
| I Hauptwerk C–d3 |       |
| Bourdon          | 16′   |
| Principal        | 8′    |
| Gedekt           | 8′    |
| Octave           | 4′    |
| Doppelflöte      | 4′    |
| Quinte           | 2 ⁄3′ |
| Super Octav      | 2′    |
| Cornet IV        | 4′    |

| II Nebenwerk C–d3 |    |
| Waldflöte         | 8′ |
| Hohlflöte         | 8′ |
| Gambe             | 8′ |
| Fugara            | 4′ |

| Pedal C–d1    |     |
| Subbaß        | 16′ |
| Violon        | 16′ |
| Octavbaß      | 8′  |
| Superoctavbaß | 4′  |

- Koppel: II/I